# Vídeos de primera
Vídeos de primera va ser un programa de televisió emès a Espanya per TVE-1 entre 1990 i 1998 presentat per Alfons Arús, en el qual concursaven vídeos domèstics enviats pels teleespectadors. Era una adaptació del programa estatunidenc America's Funniest Home Vídeos, del qual també s'emetien vídeos, encara que ja fora de concurs. Es va estrenar el 18 de setembre de 1990, amb un premi d'un milió de pessetes per al guanyador.